# Manduca camposi
Manduca camposi är en fjärilsart som beskrevs av William Schaus 1932. Manduca camposi ingår i släktet Manduca och familjen svärmare. Inga underarter finns listade i Catalogue of Life. Arten är känd från Ecuador och Peru.